# Netelia neotropica
Netelia neotropica là một loài tò vò trong họ Ichneumonidae.